# Música Libre Tour
Música Libre Tour fue una gira musical de la banda chilena Los Bunkers para promover su sexto álbum de estudio Música libre, lanzado en noviembre de 2010. La gira empezó con la presentación del disco en Santiago en el Centro Cultural Amanda el 1 de diciembre de 2010, y contó con dos giras de verano en Chile en 2011 y 2012. Parte de esta gira está registrado en el documental Los Bunkers: Un documental by Sonar. En esta gira también la banda celebró sus primeros diez años de historia con un concierto en el Teatro Caupolicán el 1 de septiembre de 2011. También fue en mexico en Guadalajar y en Ciudad de México

## Músicos invitados
- Manuel García
- Emmanuel del Real

## Lista de canciones
| Teatro Caupolicán 2011 |
| --- |
| 1. El detenido 2. Miéntele 3. Yo sembré mis penas de amor en tu jardín 4. Deudas 5. Nada más de mí 6. Sueño con serpientes (Silvio Rodríguez) 7. Santiago de Chile (Silvio Rodríguez) 8. Me muelen a palos 9. Canción de lejos 10. Sabes que... 11. Ángel para un final (Silvio Rodríguez) 12. Leyenda (Silvio Rodríguez) 13. Una nube cuelga sobre mí 14. Tú 15. Entre mis brazos 16. El día feliz que está llegando (Silvio Rodríguez) 17. Al final de este viaje en la vida (Silvio Rodríguez con Manuel García) 18. No necesito pensar 19. El necio (Silvio Rodríguez) 20. Siniestra 21. Fiesta 22. Última canción 23. Que ya viví, que te vas (Silvio Rodríguez) 24. Te vistes y te vas 25. Fantasías animadas de ayer y hoy 26. Cura de espanto 27. Pobre corazón 28. Ven aquí 29. Dime quién 30. Y volveré (Los Ángeles Negros) 31. Las cosas que cambié y dejé por ti 32. Quién fuera (Silvio Rodríguez) 33. Ahora que no estás 34. Miño 35. Pequeña serenata diurna (Silvio Rodríguez) 36. La exiliada del sur (Violeta Parra / Patricio Manns) 37. Canción para mañana 38. Nada nuevo bajo el sol 39. No me hables de sufrir 40. Llueve sobre la ciudad (con Manuel García) 41. La era está pariendo un corazón (Silvio Rodríguez con Manuel García) |

## Shows

### 2010
| Fecha           | Ciudad              | Lugar                             | Notas              |
| --------------- | ------------------- | --------------------------------- | ------------------ |
| Chile           |                     |                                   |                    |
| 1 de diciembre  | Santiago            | Centro Cultural Amanda            |                    |
| 4 de diciembre  | Santiago            | Estadio Nacional                  | Teletón 2010       |
| 7 de diciembre  | Los Andes           | Instituto Chacabuco               |                    |
| 9 de diciembre  | Curicó              | Grado 6                           |                    |
| 11 de diciembre | Santiago            | Parque O'Higgins                  | Festival El Abrazo |
| 12 de diciembre | San Pedro de la Paz | Anfiteatro de San Pedro de la Paz |                    |
| 15 de diciembre | Talca               | Teatro Regional del Maule         |                    |
| 16 de diciembre | Santiago            | Bar Liguria                       |                    |
| 17 de diciembre | Calama              | Gollum                            |                    |
| 18 de diciembre | Antofagasta         | Happy                             |                    |
| 30 de diciembre | Santiago            | Teatro Nescafé de las Artes (x2)  | Ciclo Dulce Patria |

### 2011
| Fecha            | Ciudad        | Lugar                                | Notas                               |
| ---------------- | ------------- | ------------------------------------ | ----------------------------------- |
| Chile            |               |                                      |                                     |
| 21 de enero      | Constitución  |                                      | Semana Maulina                      |
| 22 de enero      | Paine         |                                      | Festival de la Sandía               |
| 27 de enero      | Osorno        | Gimnasio Momunental                  | VI Festival de la Leche y la Carne  |
| 29 de enero      | La Serena     |                                      |                                     |
| 4 de febrero     | Pichidegua    |                                      | Festival de la Voz                  |
| 5 de febrero     | Llanquihue    |                                      |                                     |
| 9 de febrero     | Los Muermos   |                                      |                                     |
| 11 de febrero    | Andacollo     |                                      | XV Festival de Andacollo            |
| 12 de febrero    | Huasco        |                                      | Festival del Velero                 |
| 15 de febrero    | Los Andes     |                                      | Carnaval de la Chaya                |
| 24 de febrero    | Santiago      | Bar Liguria                          |                                     |
| 25 de febrero    | Valparaíso    | Blondie                              |                                     |
| 26 de febrero    | Santiago      | Blondie                              |                                     |
| México           |               |                                      |                                     |
| 3 de marzo       | Monterrey     | Arena Monterrey                      | Corona Music Fest                   |
| 26 de marzo      | Torreón       | Territorio Santos Modelo             | Corona Music Fest                   |
| Chile            |               |                                      |                                     |
| 2 de abril       | Santiago      | Parque O'Higgins                     | Lollapalooza Chile                  |
| México           |               |                                      |                                     |
| 8 de abril       | México D.F.   | Foro Sol                             | Vive Latino                         |
| 15 de abril      | Colima        | Zentralia                            | Reventour Colima                    |
| 21 de mayo       | Guadalajara   | Calle 2                              | Vive Guanatos                       |
| 27 de mayo       | México D.F.   | Explanada de la Delegación Iztacalco | Viva la Izquierda                   |
| 25 de junio      | Tijuana       | Black Box                            |                                     |
| Estados Unidos   |               |                                      |                                     |
| 1 de agosto      | San Diego     | Sevilla Nightclub                    |                                     |
| 2 de agosto      | Santa Bárbara | Velvet Jones                         |                                     |
| 3 de agosto      | San Francisco | Brick & Mortar                       |                                     |
| 5 de agosto      | Chicago       | Grant Park                           | Lollapalooza                        |
| 6 de agosto      | Los Ángeles   | The Roxy                             |                                     |
| México           |               |                                      |                                     |
| 11 de agosto     | México D.F.   | Teatro Metropólitan                  |                                     |
| Chile            |               |                                      |                                     |
| 27 de agosto     | Punta Arenas  | Gimnasio Fiscal                      | Festival Folklórico en la Patagonia |
| 1 de septiembre  | Santiago      | Teatro Caupolicán                    |                                     |
| 4 de septiembre  | Concepción    | Teatro Universidad de Concepción     |                                     |
| 8 de septiembre  | Talca         | Teatro Regional del Maule            |                                     |
| 14 de septiembre | Santiago      | Centro Cultural Amanda               |                                     |
| 18 de septiembre | Maipú         | Piscina Municipal de Maipú           | Semana de la Chilenidad             |
| México           |               |                                      |                                     |
| 24 de septiembre | Zapopan       | Calle 2                              | Rockampeonato Telcel                |
| 1 de octubre     | Tlalnepantla  | Centro de Convenciones Tlalnepantla  | El Rock Nos Une                     |
| 28 de octubre    | México D.F.   | Expo Bancomer Santa Fe               |                                     |
| 5 de noviembre   | Puebla        | Campo de Football Colomax            | Rockampeonato Telcel                |
| 11 de noviembre  | México D.F.   | El Plaza Condesa                     |                                     |
| 13 de noviembre  | Zapopan       | Auditorio Telmex                     | Rock por la Vida                    |
| 19 de noviembre  | León          | Parque Metropolitano                 | Festival Internacional del Globo    |

### 2012
| Fecha            | Ciudad        | Lugar                                  | Notas                             |
| ---------------- | ------------- | -------------------------------------- | --------------------------------- |
| Chile            |               |                                        |                                   |
| 14 de enero      | Monticello    | Monticello Grand Casino                |                                   |
| 18 de enero      | Santiago      | Bar Liguria                            |                                   |
| 20 de enero      | Puerto Montt  | Arena Puerto Montt                     |                                   |
| 21 de enero      | Valdivia      | Costanera Río                          |                                   |
| 28 de enero      | Nacimiento    | Canchas Coinac                         |                                   |
| 3 de febrero     | Santa Bárbara | Estadio René Correa Hermosilla         |                                   |
| 3 de febrero     | Laja          | Fortín Facela                          | Festival de la Voz "El Pino"      |
| 4 de febrero     | Lebu          | Plaza de Armas                         |                                   |
| 5 de febrero     | Hualqui       | Plaza de Armas                         | Fiesta del Choclo                 |
| 9 de febrero     | Arauco        | Estadio Municipal                      |                                   |
| 10 de febrero    | Frutillar     | Estadio Municipal                      |                                   |
| 11 de febrero    | Talca         | Balneario Río Claro                    |                                   |
| 17 de febrero    | Antofagasta   | Casino Enjoy                           |                                   |
| 18 de febrero    | Antofagasta   | Casino Enjoy                           |                                   |
| 19 de febrero    | Machalí       | Plaza de Armas                         |                                   |
| 25 de febrero    | Viña del Mar  | Quinta Vergara                         | Festival de Viña del Mar          |
| 26 de febrero    | Puerto Varas  | Calle Techada                          |                                   |
| 28 de febrero    | El Salvador   | Plaza El Salvador                      |                                   |
| México           |               |                                        |                                   |
| 17 de marzo      | México D.F.   | Tecnológico de Ecatepec                | Corona Music Fest                 |
| Chile            |               |                                        |                                   |
| 3 de marzo       | Santa Cruz    | Estadio Municipal Joaquín Muñoz García | Fiesta de la Vendimia             |
| 21 de marzo      | Calama        |                                        |                                   |
| 23 de marzo      | Curicó        | Plaza de Armas                         | Fiesta de la Vendimia             |
| 24 de marzo      | Santiago      | DUOC                                   |                                   |
| 30 de marzo      | Concepción    | SurActivo                              |                                   |
| 1 de abril       | Punta Arenas  | Gimnasio Liceo San José                |                                   |
| 5 de abril       | Los Andes     | Casino Enjoy                           |                                   |
| 7 de abril       | Coquimbo      | Casino Enjoy                           |                                   |
| 10 de abril      | Arica         | Discoteque Soho                        |                                   |
| 11 de abril      | Antofagasta   | Estadio Rock and Soccer                |                                   |
| 12 de abril      | Iquique       | Casa del Deportista                    |                                   |
| 13 de abril      | Santiago      | Estadio USACH                          |                                   |
| 14 de abril      | Santiago      | Club Hípico                            |                                   |
| 15 de abril      | Isla de Maipo | Plaza de Armas                         |                                   |
| México           |               |                                        |                                   |
| 27 de abril      | México D.F.   | Teatro Chino de Six Flags              |                                   |
| 15 de junio      | México D.F.   | Rock & Road Pool & Bar                 |                                   |
| Chile            |               |                                        |                                   |
| 6 de septiembre  | Talca         | Teatro Regional del Maule              |                                   |
| 7 de septiembre  | Chillán       | Estadio Municipal                      |                                   |
| 8 de septiembre  | Temuco        | Gimnasio Olímpico UFRO                 |                                   |
| 13 de septiembre | La Pintana    | Plaza de Armas                         |                                   |
| 14 de septiembre | Los Andes     | Media Luna                             |                                   |
| 15 de septiembre | Quilicura     | Media Luna                             |                                   |
| 17 de septiembre | Viña del Mar  | Sporting Club                          |                                   |
| 18 de septiembre | Coquimbo      | Casino Enjoy                           |                                   |
| 19 de septiembre | Concepción    | Estadio Municipal                      |                                   |
| 22 de septiembre | Mejillones    | Plaza de Armas                         |                                   |
| México           |               |                                        |                                   |
| 28 de septiembre | Tampico       | Teatro Metropolitano                   | Festival Internacional Tamaulipas |
| 30 de septiembre | Guadalajara   | Foro Alterno                           | Rock x la Vida                    |
| 18 de octubre    | Tijuana       | Black Box                              |                                   |
| Chile            |               |                                        |                                   |
| 17 de noviembre  | Santiago      | Parque Bicentenario                    | La Cumbre del Rock Chileno        |
| México           |               |                                        |                                   |
| 24 de noviembre  | San Pedro     | Parque Diego Rivera                    | Pa'l Norte Rock Festival          |
| 27 de noviembre  | Guadalajara   | Foro Expo                              | Feria Internacional del Libro     |
| 15 de diciembre  | México D.F.   | Pepsi Center WTC                       | El Rock Nos Une                   |

## Conciertos cancelados
| Fecha                   | Ciudad, País          | Lugar                  | Motivo                  |
| ----------------------- | --------------------- | ---------------------- | ----------------------- |
| 18 de diciembre de 2010 | Antofagasta, Chile    | Plaza de la Liberación | Motivos de fuerza mayor |
| 13 de febrero de 2011   | Arica, Chile          | ?                      | Ajenos a la banda       |
| 15 de febrero de 2011   | Iquique, Chile        | ?                      | Ajenos a la banda       |
| 15 de abril de 2011     | Indio, Estados Unidos | Coachella              | Problemas de Visa       |